# Stadtkirche Tuttlingen

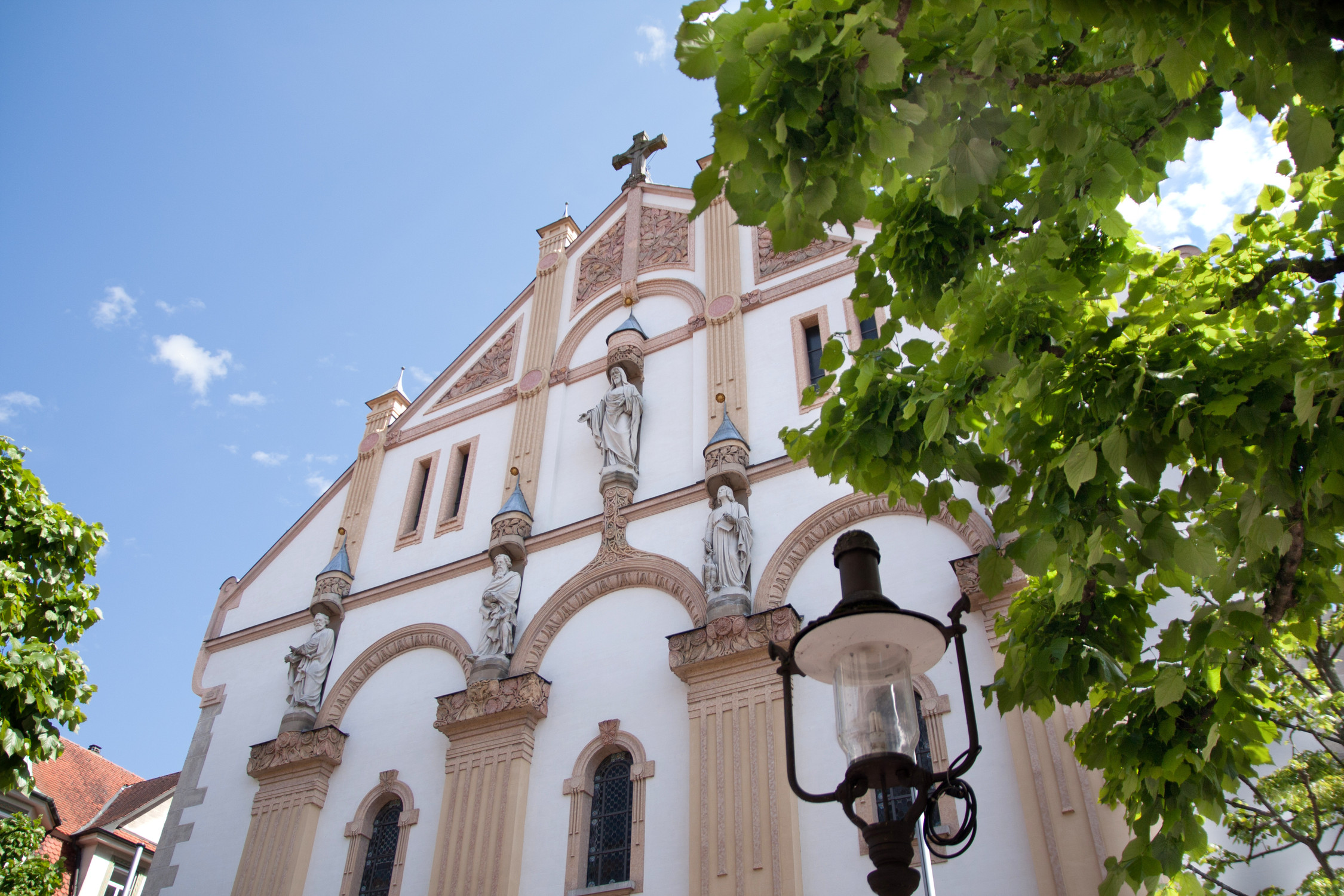
Fassade der Stadtkirche

Die evangelische Stadtkirche ist eine im 19. Jahrhundert erbaute Kirche in Tuttlingen im Landkreis Tuttlingen in Baden-Württemberg.
Mit einem klassizistischen Grundentwurf, einer Jugendstil-Fassade, einem neoromanischen Glockenturm und einem am Profanbau der deutschen Renaissance orientierten historistischen Giebel vereinigt sie Architekturelemente vom Beginn des 19. bis zum Anfang des 20. Jahrhunderts zu einem beispielhaften eklektischen Gesamtbild.

## Geschichte

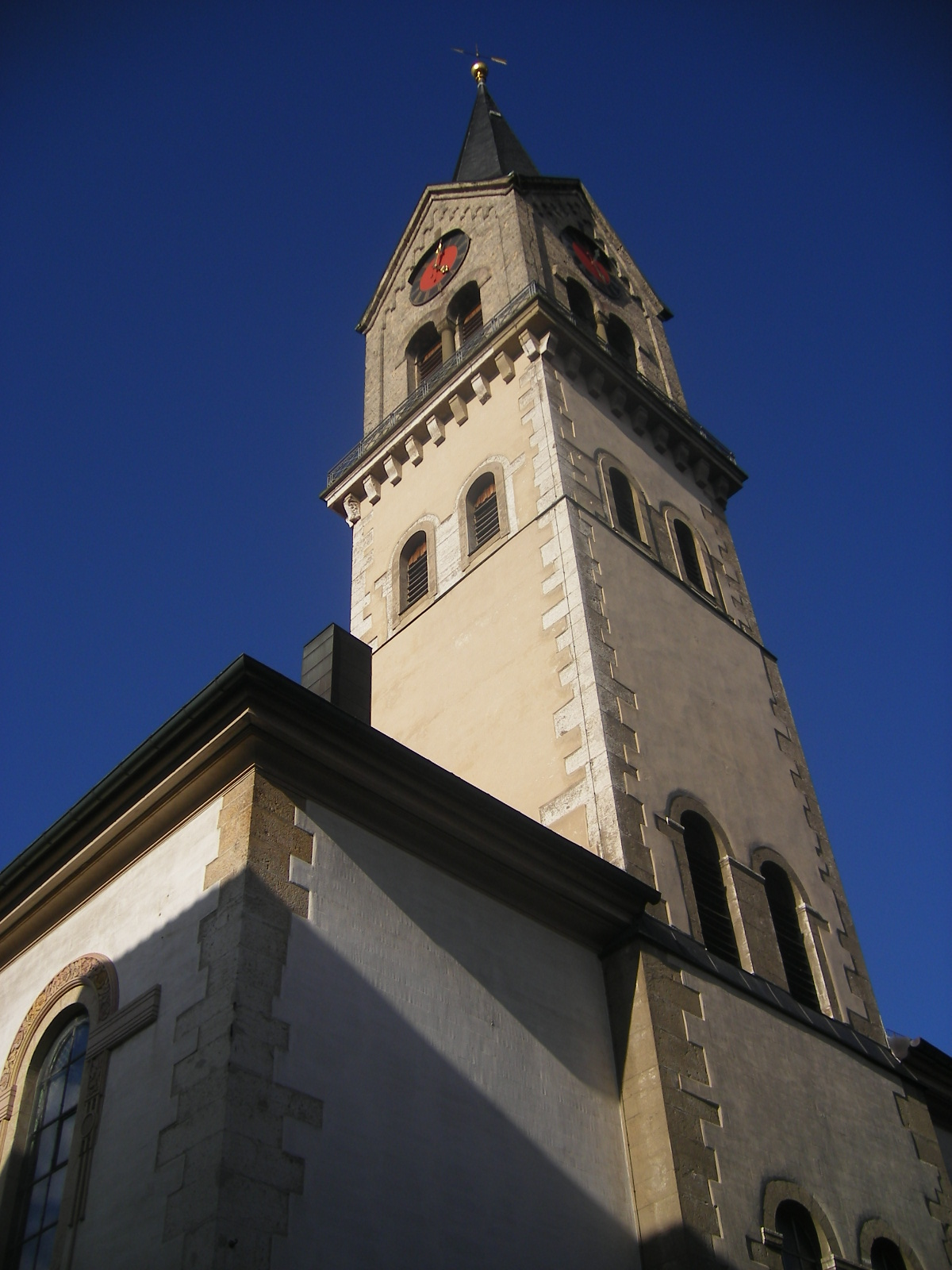
Neoromantischer Turm

Der Vorgängerbau, die Peter- und Paulskirche, musste nach dem Stadtbrand 1803 abgerissen werden. Eine provisorische Holzkirche stürzte während eines Sturms ein. Der Baubeginn für die jetzige Stadtkirche war im Jahr 1815.
Erbaut wurde sie nach Entwürfen des Bauinspektors Carl Christian Nieffer (1787–1871), eines Schülers des Stuttgarter Hofbaumeisters Nikolaus Friedrich von Thouret. Die Einweihung fand am 300. Jahrestag des Thesenanschlags der Reformation – am 31. Oktober 1817 – statt. Die Kirche wurde im klassizistischen Stil gebaut und war an einen griechischen Tempel angelehnt.
Mit dem während der Industrialisierung erworbenen neuen Wohlstand der Bürger wuchs der Wunsch nach einer prächtigeren und modernen Kirche. 1868 wurde der Turm auf 68 Meter erhöht. Er sollte den Turm der geplanten katholischen St.-Gallus-Kirche weiterhin übertreffen. Zum 100. Jahrestag des Stadtbrands wurde die Stadtkirche 1903 umgestaltet. Sie erhielt ihr heutiges Aussehen im Jugendstil. An der Nordfassade zur Bahnhofstraße wurde ein mächtiger Giebel errichtet.
Nachdem in den 1960er-Jahren Überlegungen bis hin zu Profanierung und Abriss angestellt worden waren, wurde die Stadtkirche 1974 bis 1978 restauriert. Der Tuttlinger Bildhauer Roland Martin entwarf dazu Altar, Kanzelpult und Taufgerät neu. Der Nordteil des Gotteshauses wurde für Vorraum und Nebenräume räumlich abgetrennt, der Saal mithin verkleinert, die Orgel verlegt, die obere Empore entfernt, neues Gestühl und Bodenheizung eingebracht.

## Architektur

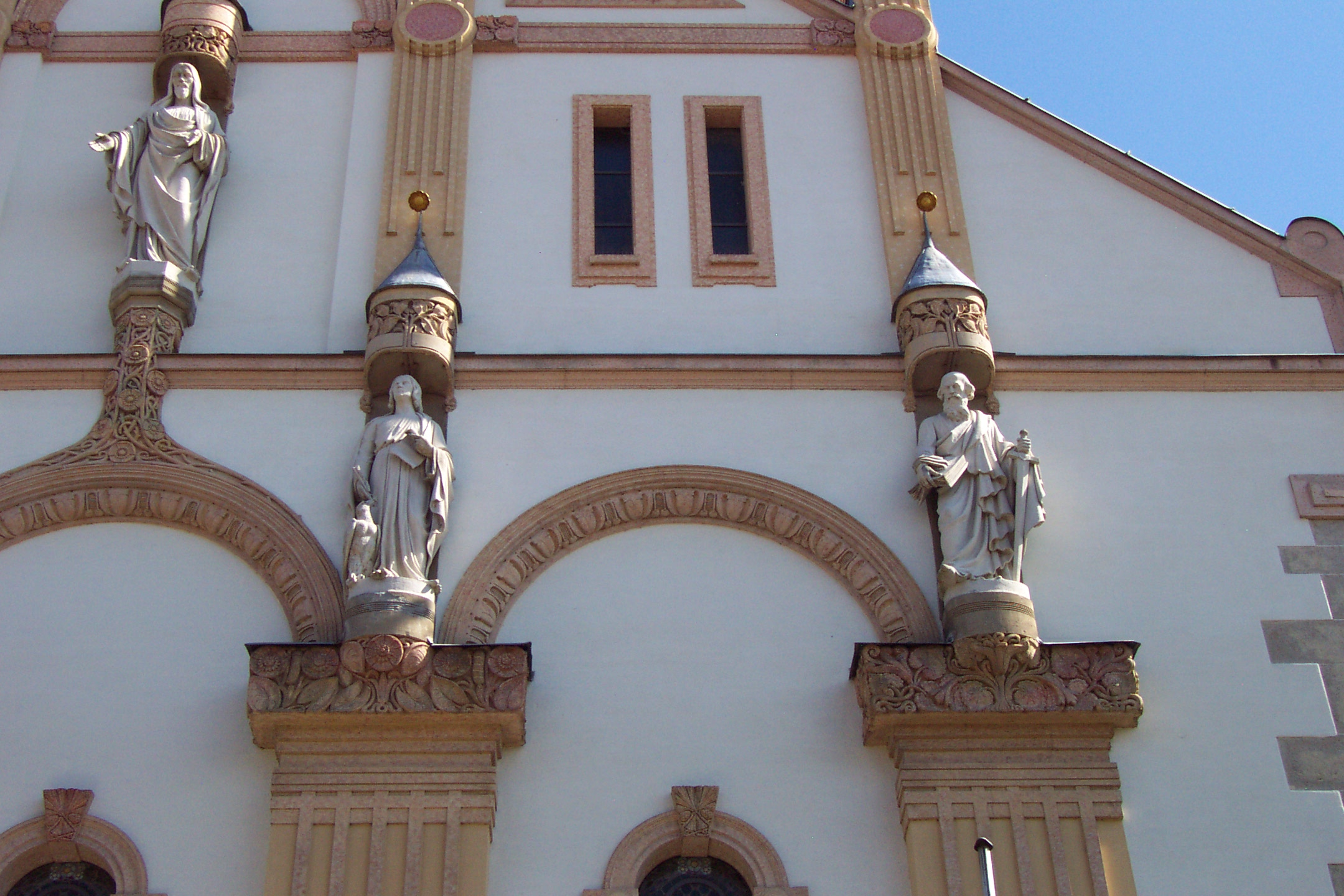
Christus, Johannes und Paulus

Der Bau ist eine Hallenkirche. Architektonisch steht Nieffers klassizistischer Entwurf Karl Friedrich Schinkels Neuer Wache in Berlin nahe. Das Dach ist eine charakteristische Tuttlinger Haube.
Bezug nehmend auf die zwölf Tore Jerusalems, wurden an jeder der vier Seiten drei Tore angebracht.
Die Aufstockung des Turms wurde in neoromanischem Stil durchgeführt.
Die Kirche wurde im Jugendstil umgestaltet. Die Nordfassade ziert ein mächtiger Giebel. Vier Pilaster – durch Rundbogen verbunden – und Kapitelle, auf denen die Evangelisten Matthäus (mit einem Menschen) und Johannes (mit Adler) sowie die beiden früheren Kirchenpatrone Petrus (mit Schlüssel) und Paulus (mit Schwert) stehen, wurden aufgesetzt. Im Giebeldreieck befindet sich eine Christus-Darstellung. Christus, Petrus und Matthäus sind Werke der Stuttgarter Bildhauer Lindenberger und Rühle, Paulus und Johannes wurden vom Tuttlinger Bildhauer Christian Teufel geschaffen.

## Ausstattung
Die Standbilder von Christus, Petrus, Matthäus, Johannes und Paulus, welche die Jugendstilfassade zieren, finden sich auch im Innenraum der Kirche wieder. 1893 malte Rudolf Yelin d. Ä. (1864–1940) die Bilder an der Kanzelwand Gebetskampf Jesu in Gethsemane und Christi Himmelfahrt, sowie darunter die friesartigen Bilder Jesus als Kinderfreund und Kreuztragung. Die Altarwand wurde vom Reutlinger Künstler Fritz Hummel mittels einer aufgemalten Renaissance-Architektur gegliedert. Der Stuttgarter Architekt Heinrich Dolmetsch erneuerte 1903 Innenraum und Fassade im Jugendstil. Tür- und Fensterrahmen sowie Kirchenbänke erhielten holzgeschnitzte Verzierungen, ebenso die Brüstungen der beiden Emporen, die Kanzel und das neue Orgelgehäuse.

## Orgel

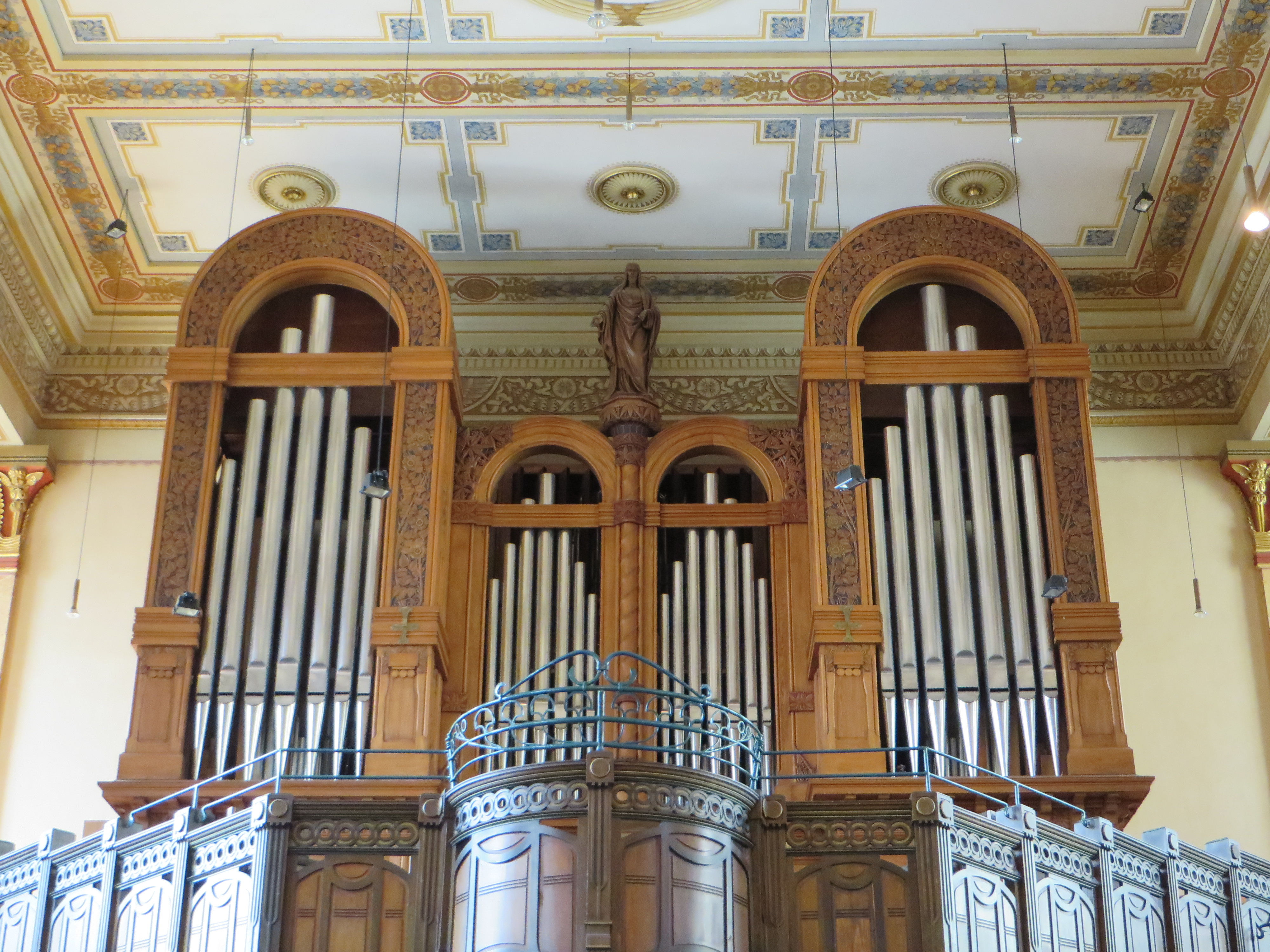
Orgel der Stadtkirche Tuttlingen

Die Orgel der Stadtkirche wurde 1978 durch die Orgelbaufirma Peter Mönch (Überlingen) in dem historischen Gehäuse der Vorgängerorgel von 1903 erbaut, und 2006 um ein Röhrenglockenspiel und elektrische Setzerkombinationen erweitert. Das Instrument hat 46 Register und 2980 Pfeifen. Die Spieltrakturen sind mechanisch, die Registertrakturen elektrisch.
| I Hauptwerk C–g3 |             |     |
| 1.               | Praestant   | 16′ |
| 2.               | Principal   | 8′  |
| 3.               | Koppelflöte | 8′  |
| 4.               | Salizional  | 8′  |
| 5.               | Oktave      | 4′  |
| 6.               | Blockflöte  | 4′  |
| 7.               | Octave      | 2′  |
| 8.               | Mixtur V    | 2′  |
| 9.               | Trompete    | 8′  |
| 10.              | Clairon     | 4′  |
|                  | Tremulant   |     |

| II Schwellwerk C–g3 |                 |       |
| 11.                 | Stillpommer     | 16′   |
| 12.                 | Harfoctave      | 8′    |
| 13.                 | Gemshorn        | 8′    |
| 14.                 | Schwebung       | 8′    |
| 15.                 | Schwiegel       | 4′    |
| 16.                 | Schweizerpfeife | 4′    |
| 17.                 | Doublette       | 2′    |
| 18.                 | Scharff IV-V    | 1 ⁄3′ |
| 19.                 | Dulcian         | 16′   |
| 20.                 | Oboe            | 8′    |
| 21.                 | Schalmei        | 4′    |
|                     | Tremulant       |       |

| III Brustwerk C–g3 |            |        |
| 22.                | Offenflöte | 8′     |
| 23.                | Principal  | 4′     |
| 24.                | Rohrflöte  | 4′     |
| 25.                | Nasard     | 2 ⁄3′  |
| 26.                | Octave     | 2′     |
| 27.                | Nachthorn  | 2′     |
| 28.                | Terzflöte  | 1 3⁄5′ |
| 29.                | Sifflöte   | 1 ⁄3′  |
| 30.                | Octave     | 1′     |
| 31.                | None       | 8⁄9′   |
| 32.                | Cymbel IV  | 2⁄3′   |
| 33.                | Cromorne   | 8′     |
|                    | Tremulant  |        |

| Pedal C–f1 |               |        |
| 34.        | Untersatz     | 32′    |
| 35.        | Principal     | 16′    |
| 36.        | Subbaß        | 16′    |
| 37.        | Octavbass     | 8′     |
| 38.        | Gemsbass      | 8′     |
| 39.        | Choralbass    | 4′     |
| 40.        | Hohlflöte     | 4′     |
| 41.        | Nachthorn     | 2′     |
| 42.        | Basszink III  | 5 1⁄3′ |
| 43.        | Rauschwerk IV | 2 ⁄3′  |
| 44.        | Posaune       | 16′    |
| 45.        | Trompete      | 8′     |
| 46.        | Trompete      | 4′     |
|            | Tremulant     |        |

- Koppeln: II/I (16'/8'/4'), III/I (16'/8'/4'), III/II (16'/8'/4'), I/P (8'/4'), II/P (8'/4'), III/P (8'/4')
- Nebenregister: Röhrenglockenspiel, g0–g2, spielbar auf dem III. Manual und im Pedal
- Spielhilfen: elektronische Setzeranlage

## Veranstaltungen
Die Stadtkirche prägt vor allem mit Orgel- und Oratorienkonzerten der Kantorei und des Kantors Helmut Michael Brand das kulturelle Leben Tuttlingens.

## „Symbol protestantischen Selbstbewußtseins“
Umgeben von einem katholisch geprägten Umland war es für die mehrheitlich evangelischen Tuttlinger nach dem Stadtbrand 1803 wichtig, mit einem angemessenen Kirchbau ein Symbol für den Protestantismus im südlichen Württemberg zu setzen.